# Acrocercops loxias
Acrocercops loxias là một loài bướm đêm thuộc họ Gracillariidae. Nó được tìm thấy ở Ấn Độ (Rajasthan) và Madagascar.
Ấu trùng ăn Cleistocalyx operculatus, Eugenia cumini và Eugenia jambolana. Chúng có thể ăn lá nơi chúng làm tổ.